# روبرت غارلاند
روبرت غارلاند (بالإنجليزية: Robert Garland)‏ هو كاتب سيناريو أمريكي، ولد في 13 يوليو 1961 في فيلادلفيا في الولايات المتحدة.